# Лангепас (протока)
Лангепас (устар. Ланге-Пас) — протока реки Ватинский Ёган, протекает по Ханты-Мансийскому АО. Устье протоки находится в 1576 км от устья по правому берегу Оби. Длина протоки составляет 57 км Уровень у истока 30,3 м.. Уровень устья 29 м. На правом берегу протоки находится город Лангепас.

## Притоки
- 27 км: Урьевский Ёган (пр)
- 28 км: Протока Ганжеева (лв)
- 33 км: Каюковская протока (пр)

## Данные водного реестра
По данным государственного водного реестра России относится к Верхнеобскому бассейновому округу, водохозяйственный участок реки — Обь от впадения реки Вах до города Нефтеюганск, речной подбассейн реки — Обь ниже Ваха до впадения Иртыша. Речной бассейн реки — (Верхняя) Обь до впадения Иртыша.
Код объекта в государственном водном реестре — 13011100112015200041989.